# Red Rocks

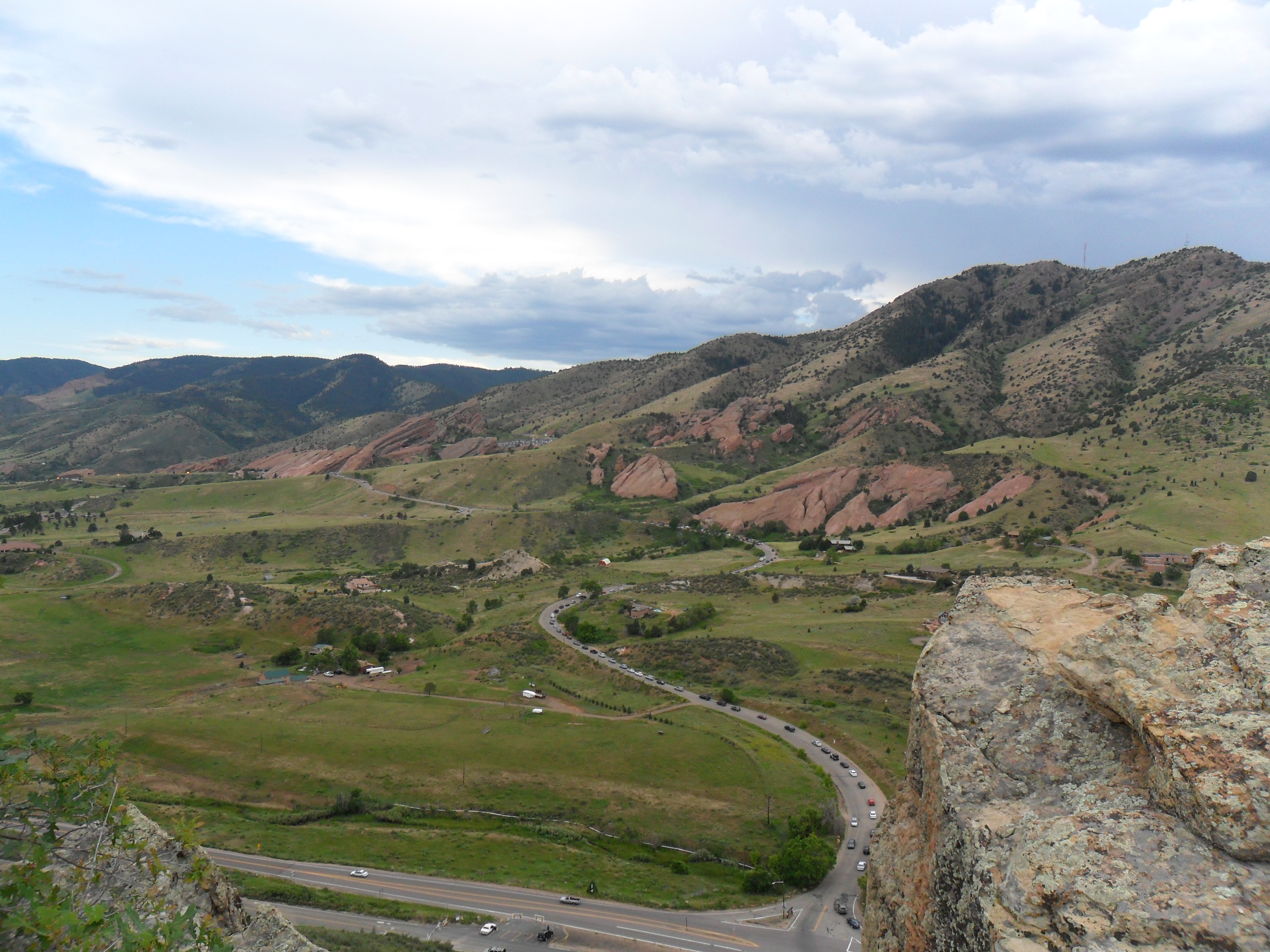

Il Red Rocks è un parco montuoso situato in Colorado nella città di Denver.
Il complesso è una catena montuosa composta da rocce di pietra arenaria rossa (dal quale prende il nome).

## Eventi musicali
All'interno del parco è situato il famoso "Red Rocks Amphitheatre" sede di numerosi concerti di rockstar internazionali, spesso immortalati su album dal vivo e DVD. Tra questi si ricordano:
- Under a Blood Red Sky degli U2 (1983)
- Live at Red Rocks 8.15.95 della Dave Matthews Band (1997)
- Alive at Red Rocks degli Incubus (2004)
- Live at Red Rocks dei Big Head Todd and the Monsters (2008)
- Road to the Red Rocks dei Mumford & Sons (2012)
- A Perfect Circle Live: Featuring Stone and Echo degli A Perfect Circle (2013)
- Live at Red Rocks dei  Disturbed (2016)
- Garden of the Titans: Live at Red Rocks Amphitheater degli Opeth (2018)